# Таптыки
Таптыки — село в Ухоловском районе Рязанской области, входит в состав Коноплинского сельского поселения.

## Географическое положение
Село расположено на берегу реки Хупта в 19 км на юго-запад от центра поселения села Коноплино и в 38 км на юг от райцентра посёлка  Ухолово.

## История
Орловка в качестве села упоминается в окладных книгах 1676 года, где сказано, что село «населилось и часовня в нем была построена в 1674 году». В 1804 году Иваном Андреевичем Новиковым была построена каменная Никольская церковь с приделами в честь преподобного Феодора Сикиота и мученицы Матроны Селунской. 
В XIX — начале XX века село входило в состав Богородицкой волости Ряжского уезда Рязанской губернии. В 1906 году в селе было 50 дворов.
С 1929 года село являлось центром Таптыковского сельсовета Ухоловского района Рязанского округа Московской области, с 1937 года — в составе Рязанской области, с 1957 года — в составе Волынщинского сельсовета, с 2005 года — в составе Коноплинского сельского поселения.

## Население
| 1859 | 1906 | 2010 |
| ---- | ---- | ---- |
| 384  | ↗422 | ↘2   |

## Достопримечательности
В селе имеется недействующая Никольская церковь (1804).